# منظر لحصن بوتنام
منظر لحصن بوتنام (بالإنجليزية: View of Fort Putnam)‏ عبارة عن لوحة زيتية على قماش عام 1825 لنهر هدسون مع إطلالة على حصن بوتنام للرسام البريطاني الأمريكي توماس كول، الذي أسس مدرسة نهر هدسون. وهي مملوكة حاليًا لمتحف فيلادلفيا للفنون.